# 요시카와촌 (니가타현 나카쿠비키군)
요시카와촌(吉川村)은 니가타현 나카쿠비키군에 있던 촌이다. 

## 역사
- 1901년 11월 1일 - 나카쿠비키군 요시카와촌이 성립하였다.
- 1955년 3월 31일 - 미나모토촌,아사히촌의 일부와 합병, 정으로 승격해 요시카와정이 되어 소멸하였다.

## 참고문헌
- 『市町村名変遷辞典』東京堂出版、1990年。